# Les Tourettes (sommet)
Pour les articles homonymes, voir Tourette.
Les Tourettes sont un sommet des Pyrénées, situé sur la frontière franco-espagnole entre les Hautes-Pyrénées, en région Occitanie, et la province de Huesca dans la communauté d'Aragon, qui culmine à 2 633 ou 2 634 mètres d'altitude dans le massif du Mont-Perdu.

## Toponymie
Tourettes vient de tourettas en occitan qui signifie « petite tour ».

## Géographie
Il est situé entre le département des Hautes-Pyrénées en pays Toy, en partie ouest de la vallée des Pouey Aspé sur la commune de Gavarnie-Gèdre et la vallée de Bujaruelo en Espagne.

### Topographie
Il est situé au sud du port de Boucharo et au nord du pic des Gabiétous oriental. Il surplombe le glacier des Gabiétous au sud-est.

### Hydrographie
Le sommet délimite la ligne de partage des eaux entre le bassin de la Garonne côté nord, qui se déverse dans l'Atlantique, et le bassin de l'Èbre, qui coule vers la Méditerranée côté sud.

## Voies d'accès
Côté français, versant est, au départ du col de Tentes, se rendre à pied au port de Boucharo puis prendre la direction jusqu'au pic. En Espagne, versant ouest, depuis la vallée de Bujaruelo, au départ du village San Nicolás de Bujaruelo.

## Protection environnementale
Le pic est situé dans le parc national des Pyrénées et fait partie d'une zone naturelle protégée, classée ZNIEFF de type 1 : « cirques d'Estaubé, de Gavarnie et de Troumouse » et de type 2 : « haute vallée du gave de Pau : vallées de Gèdre et Gavarnie ».